# Ойзу
О́йзу (ест. Oisu alevik) — селище в Естонії, у волості Тюрі повіту Ярвамаа.

## Населення
Чисельність населення на 31 грудня 2011 року становила 319 осіб.

## Географія
Через населений пункт проходить автошлях 26 (Тюрі — Аркма).

## Історія
З 19 грудня 1991 по 16 жовтня 2005 року село входило до складу волості Ойзу й було її адміністративним центром.